# Stenoglottis
Stenoglottis es un género de orquídeas perteneciente a la subfamilia Orchidoideae. Tiene cuatro especies. Se encuentra en África desde Tanzania a Sudáfrica.

## EspeciesStenoglottis
A continuación se brinda un listado de las especies del género Stenoglottis aceptadas hasta mayo de 2011, ordenadas alfabéticamente. Para cada una se indica el nombre binomial seguido del autor, abreviado según las convenciones y usos y la publicación válida.
1. Stenoglottis fimbriata Lindl., Companion Bot. Mag. 2: 210 (1836).
2. Stenoglottis longifolia Hook.f., Bot. Mag. 117: t. 7186 (1891).
3. Stenoglottis woodii Schltr., Ann. Transvaal Mus. 10: 242 (1924).
4. Stenoglottis zambesiaca Rolfe in D.Oliver & auct. suc. (eds.), Fl. Trop. Afr. 7: 190 (1897).